# راکپورت (کنتاکی)
راکپورت (به انگلیسی: Rockport) شهری در ایالت کنتاکی کشور ایالات متحده آمریکا است که جمعیت آن در سرشماری سال ۲۰۱۰ میلادی، ۲۶۶ نفر بوده‌است.